# Natalja Jewgenjewna Taubina

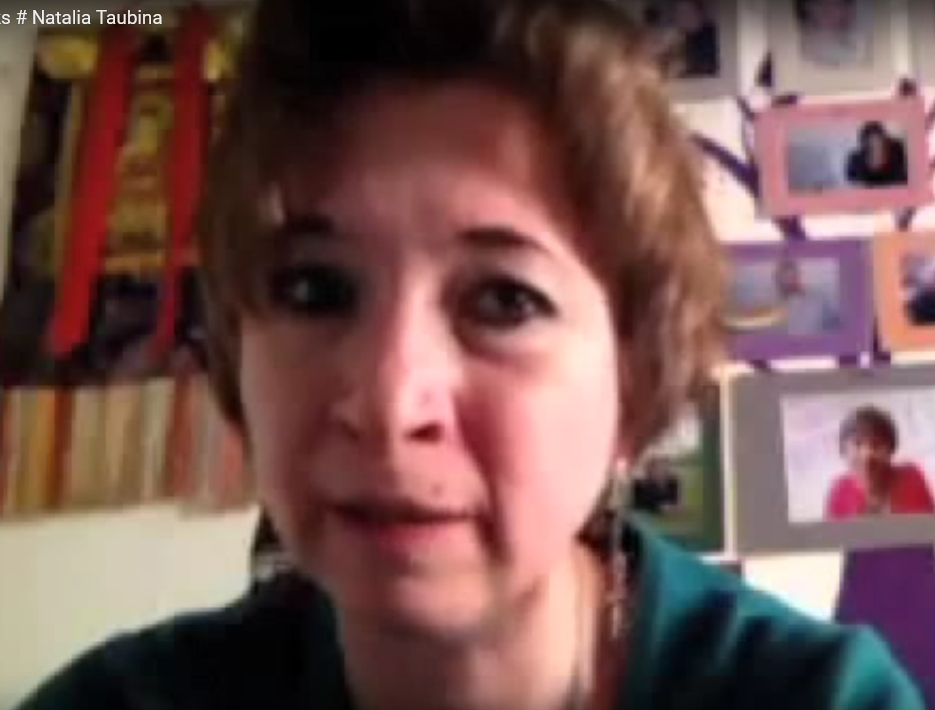
Natalja Taubina

Natalja Jewgenjewna Taubina (russisch Наталья Евгеньевна Таубина) ist eine russische Menschenrechtlerin.

## Leben
Taubina schloss ihr Studium der Nationalen Forschungsuniversität für Kerntechnik „MIFI“ in Moskau im Fachbereich Kybernetik ab, wo sie sich auf Datenbankmanagement spezialisierte. Während ihres letzten Studienjahres im Jahr 1992 begann sie mit ihrem Einsatz für die humanitäre Arbeit. Ihr erster Kontakt mit der Menschenrechtsarbeit erfolgte durch ihre Tätigkeit für das Zivile Forum (Гражданский форум), wo sie mit der Systematisierung von Anfragen von Flüchtlingen und Vertriebenen aus Zentralasien beauftragt war. Diese Arbeit führte sie zu Kontakten mit Menschenrechtsorganisationen und motivierte sie zur Fortsetzung ihrer Karriere in diesem Bereich. Sie arbeitete anschließend beim Moskauer Zentrum für Menschenrechte und später beim Menschenrechtsnetz (Правозащитная сеть), wo sie als Programmkoordinatorin tätig war. Im Jahr 2004 gründete sie die Stiftung Öffentlicher Einspruch (Общественный вердикт), die sich der Unterstützung von Opfern von Polizeigewalt widmet. Taubina lebt und arbeitet in Moskau.

## Wirken
Taubina ist als Menschenrechtlerin in Russland für ihren Einsatz gegen Polizeigewalt und für die Förderung der Transparenz in Strafverfolgungsbehörden bekannt. Seit 2004 leitet sie die Stiftung Öffentlicher Einspruch, die kostenlose rechtliche Hilfe und Rehabilitationsunterstützung für Opfer von Polizeifolter bietet. Unter Taubinas Leitung erzielte die Organisation bedeutende Erfolge, darunter die Einrichtung eines speziellen Untersuchungsteams zur Ermittlung von Polizeimissbrauch im Jahr 2012. Taubina spricht sich gegen die Repressionen der Zivilgesellschaft in Russland aus. Ihre Organisation wurde 2014 als „ausländischer Agent“ eingestuft, ein Label, das auf die Diskreditierung der Organisationen und die Erschwerung ihrer Arbeit abzielt.

## Auszeichnungen
Für ihre Arbeit Mut erhielt Taubina zahlreiche Auszeichnungen, darunter 2015 den Robert F. Kennedy Human Rights Award.